# Priori (Stargate)
I Priori sono un gruppo di esseri dell'universo fantascientifico di Stargate SG-1; appaiono nella nona e decima stagione della serie. Sono un insieme di esseri umani evoluti, principali servitori degli Ori, che rappresentano presso i popoli che li venerano, e da cui hanno ricevuto i loro poteri.

## Caratteristiche
I Priori sono degli esseri umani della galassia d'origine degli Ori, i quali li hanno modificati a livello genetico e cerebrale di modo che posseggano molti "poteri", tra cui la telecinesi e una grande intelligenza. Gli Ori forniscono a tutti i Priori anche un bastone con quello che appare come un cristallo in cima; tale bastone sembra essere un oggetto dell'avanzatissima tecnologia degli Ori ed è dotato anch'esso di molti poteri, tra cui, ad esempio, quello di riportare in vita e risanare un organismo completamente bruciato (Vala Mal Doran nell'episodio La fortezza di Avalon).
Nel modificarli, gli Ori alterano anche l'aspetto esteriore dei nuovi Priori: diventano albini, con capelli bianchi, e i loro occhi diventano grigi e opachi.
I Priori venerano gli Ori come dèi, e hanno il compito di diffondere e tutelare la loro religione (l'"Origine") nella loro galassia e, dopo la scoperta dell'esistenza di altri umani nella Via Lattea, anche in essa. I Priori uccidono coloro che non accettano la loro religione tramite la diffusione di virus.
Nella Via Lattea divengono i capi militari della sua invasione da parte degli Ori, e sono sottoposti solo all'Orici Adria.
A capo dei Priori vi è normalmente il Doci (pronunciato Dosai; dal latino docere, insegnare), che agisce da tramite tra gli Ori e gli altri Priori; in Gli dei del fuoco, gli Ori lo posseggono per parlare con Daniel Jackson; la possessione è resa evidente dagli occhi del Doci che sembrano emanare fiamme. Il Doci "in carica" durante l'invasione della Via Lattea è interpretato da Julian Sands.